# Präboreale Schwankung

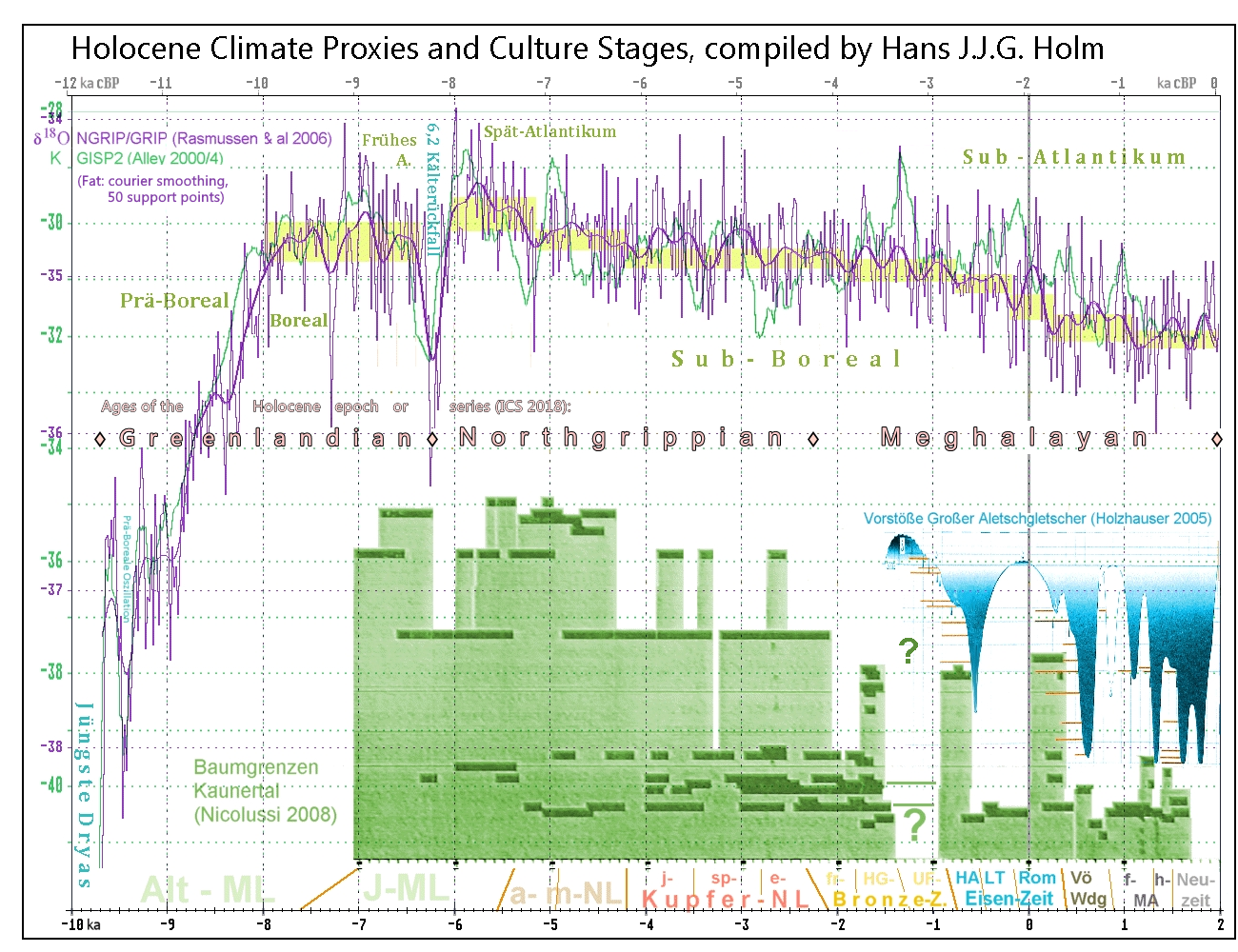

Die präboreale Schwankung oder Präboreale Oszillation war der erste jähe Kälterückfall des Holozäns, der sich etwa 9'400 v. Chr.,  also im Präboreal, im Norden und Osten des Nordatlantikraums nachweisen lässt. Er wird in der Geologie auch als "11‘4 ka-event" bezeichnet, was sich auf Jahre vor 1950 ("BP") bezieht. Diesem Ereignis folgt ein tausendjähriges Verharren der Temperatur. Beides ist sehr gut erkennbar in der nebenstehenden Klima-Kombination.

## Definitionsgeschichte
Der Begriff präboreale Schwankung, auch präboreale Oszillation, im Englischen preboreal oscillation, abgekürzt PBO, geht auf Lowe u. a. (1994) und vor allem auf S. Bjorck (1996) zurück. Jedoch hatten bereits ab der 1960er Jahre unternommene, detaillierte pollenanalytische Untersuchungen in Zentraleuropa gezeigt, dass auf die ursprüngliche rapide Erwärmung zu Beginn des Präboreals eine Abkühlungsphase folgte. Karl-Ernst Behre nannte diese 1978 noch Jüngste Dryaszeit in Analogie zur vorangegangenen Jüngeren Dryas. Der in der Schweiz tätige H. Zoller hatte sie bereits 1960 als Piottino-Oszillation bezeichnet; J. Iversen (1973, 49) schloss aus dem Anstieg der Birken- und Kiefernpollen in ostfriesischen Mooren auf einen Kälterückfall, den er daher "Friesland Oszillation" nannte. Sie wird jetzt mit der Rammelbeek-Phase gleichgesetzt.

## Datierungen
Zu beachten ist, dass Datierungen aus 14C-Messungen für diese Zeit unter zwei ausgedehnten Radiokohlenstoffplateaus bei 10.000 bis 9.900 14C-Jahren (9.599 bis 9.472 v. Chr.) respektive 9.600 bis 9.500 14C-Jahren (8.998 bis 8.900 v. Chr.) leiden. Bjorck (1997) platzierte die Schwankung auf 11.300 bis 11.150 Jahre BP, d. h. in den Zeitraum 9.350 bis 9.200 v. Chr. In den Niederlanden stellten van der Plicht u. a. (2004) die präboreale Schwankung in den Zeitraum 9.450 bis 9.300 v. Chr. Rasmussen et al. (2007) erschließen in einer Kombination dreier grönländischer Eiskernbohrkerne die "präboreal oscillation" bei 11'585 und 11'255 b2k (before the year 2000), und damit 9'585-9'255 vuZ. Alpine Gletscherausdehnungen oder Waldgrenzen hinken diesen Daten wachstumsbedingt naturgemäß immer hinterher.

## Beschreibung
Die präboreale Schwankung stimmt überein mit dem Bond-Ereignis 8, dem aus dem δ18O-Werten der grönländischen NGRIP-Bohrung erschlossenen Kälterückfall und mitteleuropäischen Warvenablagerungen Europas. Die Klimaverschlechterung dokumentiert sich in Änderungen in der Vegetation, in Verringerungen der aquatischen Biomasse, in einer Zunahme der Bodenerosion, in einer negativen δ18O-Anomalie, in Erhöhungen des Deuterium- und 13C-Gehaltes in Baumringen sowie in Vorstößen oder Stillständen des norwegischen und finnischen Eisschildes. In der Ostsee kam es zum Eindringen von Brackwasser. Auch in Island herrschten kühlere Bedingungen als im vorangegangenen, frühen Präboreal, zu erkennen an Proxys aus Seesedimenten und Gletschermoränen. Die Abkühlung war aber nicht so stark wie in der Jüngeren Dryas. Aufzeichnungen in Grönland belegen ebenfalls Eisvorstöße im frühen Präboreal, welche auf ein kühles Klima mit gleichzeitig erhöhtem Niederschlag zurückzuführen sind. Erst gegen Ende der präborealen Schwankung hatte sich das Klima wieder so weit erholt, dass der Festlandeisschild zu schmelzen begann. Um 9.300 Jahre v. Chr. wurde das Klima sehr feucht, dabei kam es zu einem Anstieg im atmosphärischen 14C-Gehalt und einer Verringerung des atmosphärischen Kohlendioxidgehaltes.

## Auswirkungen auf die Vegetation
Die Antwort der Vegetation auf die Abkühlung verlief nicht überall einheitlich. Im Gegensatz zu der sich nur unwesentlich verändernden Pioniervegetation Islands und Südschwedens zeigte der sich ausdehnende Birken-Kiefernwald in Deutschland und Dänemark eine wesentlich größere Anfälligkeit gegenüber den sich verschlechternden Wachstumsbedingungen. In Norddeutschland beispielsweise wird die präboreale Schwankung durch einen Rückgang der Kiefern und einen gleichzeitigen Anstieg der Kräuterpflanzen sowie Wacholder (Juniperus) und Krähenbeeren (Empetrum) gekennzeichnet. In den Niederlanden fand die Ausdehnung des Birkenwaldes (vorwiegend Betula pubescens, gelegentlich auch Populus) mit Einsetzen der präborealen Schwankung gegen 9.450 v. Chr. ein Ende. Das herrschende trockene, kontinentale Klima begünstigte hier von nun an ein offenes Grasland, belegt durch das deutliche Anwachsen der Süßgräser (Poaceae). Nach Beendigung der Rammelbeek-Phase breitete sich wieder ein Birken-Pappelwald aus, auch Kiefern waren damals wieder anzutreffen.

## Ursachen
Die Hauptursache der beiderseits des Nordmeeres auftretenden präborealen Schwankung dürfte in einem stark erhöhten Süßwasserzustrom und dessen Beeinflussung der thermohalinen Zirkulation gelegen haben. Dies wird durch einen deutlichen, zeitgleich erfolgenden Anstieg des atmosphärischen 14C/12C-Verhältnisses untermauert. Eine Verlangsamung der thermohalinen Zirkulation verschob womöglich die Polarfront weiter nach Süden. Der Süßwasserzustrom ist durch das Abfließen des Baltischen Eisstausees und des Agassizsees erklärbar.

## Klimageschichtliche Entwicklung
Es scheint sich mittlerweile herauszukristallisieren, dass die präboreale Oszillation in zwei Abschnitten erfolgte. Die anfängliche Kältephase (Rammelbeek-Phase) zeichnete sich durch kontinentales Klima mit warmen, trockenen Sommern und kalten Wintern aus. Eisbohrkerne in Grönland belegen für diesen Abschnitt eine recht geringe Schneeakkumulation. Ab zirka 9.300 v. Chr. setzten in Nordwesteuropa feuchte Bedingungen ein, in Grönland kam es zur Rückkehr zu normalen interglazialen Verhältnissen.